# Babatunde Olumuyiwa
Babatunde Olumuyiwa (Freetown, 31 gennaio 1992) è un cestista sierraleonese con cittadinanza statunitense.

## Palmarès
- Copa Princesa de Asturias: 1

Betis Siviglia: 2019
- Liga catalana: 1

Andorra: 2020